# 大更村
大更村（おおぶけむら）は、昭和31年（1956年）まで岩手県岩手郡の北西部に存在していた村。現在の八幡平市大更にあたる。

## 地理
- 河川：松川、赤川

## 沿革
- 明治22年（1889年）4月1日 - 町村制施行にともない、旧来の大更村単独で村制施行し北岩手郡大更村が発足。
- 1897年（明治30年）4月1日 - 郡の統合により北岩手郡と南岩手郡が合併し、岩手郡が復活[1]。岩手郡大更村となる。
- 昭和31年（1956年）9月30日 - 平舘村・寺田村・田頭村と合併し、西根村となる。

## 行政

### 歴代村長
| 代 | 氏名         | 就任                       | 退任                      | 備考 |
| -- | ------------ | -------------------------- | ------------------------- | ---- |
| 1  | 中島貞       | 明治22年（1889年）         | 明治37年（1904年）        |      |
| 2  | 村山美雄     | 明治37年（1904年）5月      | 明治39年（1906年）        |      |
| 3  | 藤沢善次郎   | 明治39年（1906年）4月20日  | 明治42年（1909年）        |      |
| 4  | 杉本貞吉     | 明治42年（1909年）5月3日   | 明治44年（1911年）        |      |
| 5  | 大沢六郎     | 明治44年（1911年）11月27日 | 大正9年（1920年）3月      |      |
| 6  | 星川近礼     | 大正9年（1920年）3月       | 大正11年（1922年）8月     |      |
| 7  | 工藤弥兵衛   | 大正11年（1922年）8月17日  | 昭和2年（1927年）4月      |      |
| 8  | 小原栄太郎   | 昭和2年（1927年）4月       | 昭和6年（1931年）5月      |      |
| 9  | 小武方寅次郎 | 昭和6年（1931年）5月30日   | 昭和13年（1938年）3月     |      |
| 10 | 金野九十郎   | 昭和13年（1938年）4月      | 昭和22年（1947年）4月     |      |
| 11 | 工藤又次郎   | 昭和22年（1947年）5月      | 昭和23年（1948年）3月     |      |
| 12 | 工藤幾久寿   | 昭和23年（1948年）4月      | 昭和26年（1951年）5月     |      |
| 13 | 工藤直輝     | 昭和26年（1951年）5月      | 昭和31年（1956年）9月29日 |      |

## 交通

### 鉄道
- 国鉄花輪線、松尾鉱業鉄道：大更駅

## 出身著名人
- 工藤寛得（貴族院多額納税者議員）